# Contrapijl

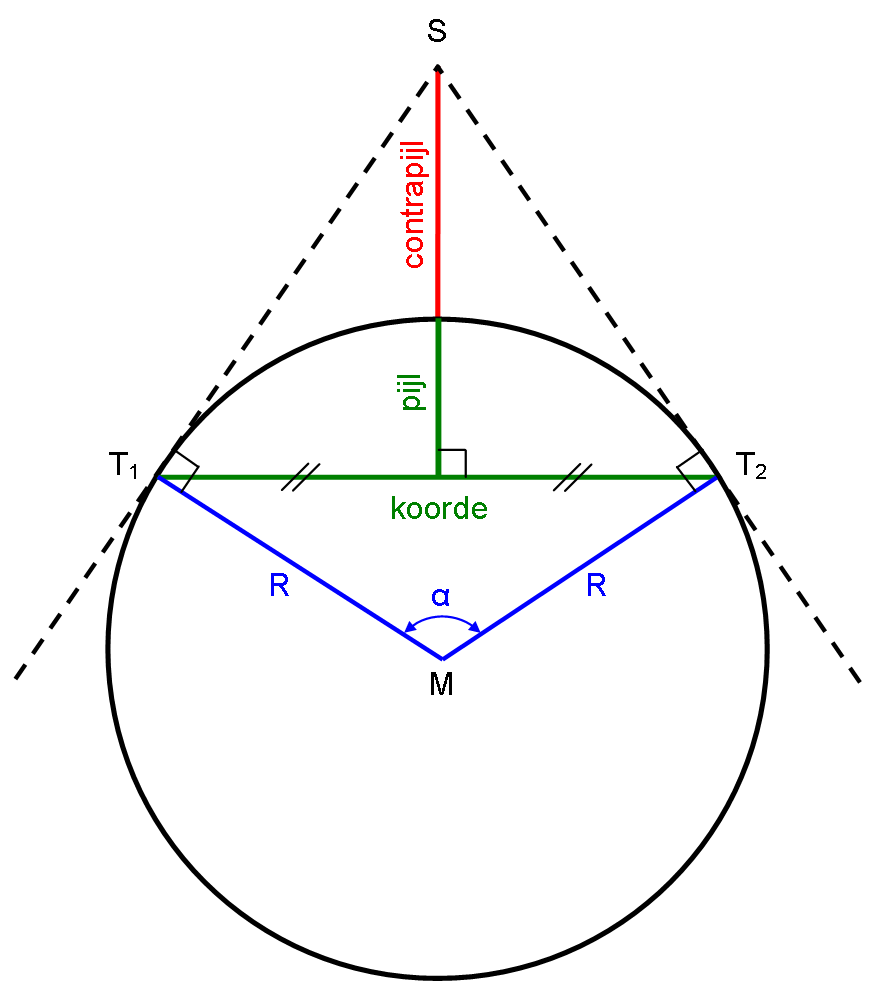
Figuur 1. De contrapijl van een cirkel met koorde

De contrapijl, ook wel tegenpijl genoemd, is de kortste verbindingslijn tussen een cirkel en het snijpunt der raaklijnen aan de cirkel, ter plaatse van het begin- en eindpunt van de koorde in die cirkel. De contrapijl staat altijd loodrecht op de koorde. De contrapijl en de pijl liggen in elkaars verlengde. Het verlengde van de contrapijl loopt evenals de pijl altijd door het middelpunt van de cirkel. In het extreme geval dat de koorde door het middelpunt van de cirkel loopt, dan lopen de raaklijnen evenwijdig aan elkaar en is er geen snijpunt. De contrapijl kan dan niet bestaan.
De som van de contrapijl en de pijl wordt ook wel de hoogte genoemd, niet te verwarren met de verticale afstand van een punt tot aan een horizontaal referentievlak.
In figuur 1 wordt het snijpunt van de raaklijnen aan de cirkel aangeduid met S. De raakpunten van de rechtstand aan de cirkelboog worden aangegeven met {\displaystyle T_{1}} en {\displaystyle T_{2}}.
De contrapijl is een grootheid die voornamelijk in de landmeetkunde wordt gebruikt, voor het vastleggen van een cirkelboog tussen twee rechtstanden.

## Berekening
Wanneer van een cirkel de straal R en de middelpuntshoek {\displaystyle \alpha } gegeven zijn, dan geldt voor de lengte van de contrapijl:
{\displaystyle c={{R} \over {\cos({\tfrac {1}{2}}\alpha )}}-R}